# Obligatoire bepalingen
Obligatoire of verticale bepalingen zijn bepalingen in een collectieve arbeidsovereenkomst (cao) die betrekking hebben op de relatie tussen de onderhandelingspartners die bij de cao betrokken zijn. In het geval van een bedrijfstak-cao zijn dit de werkgeversorganisaties of werkgevers en de vakbonden, terwijl dit bij een ondernemings-cao slechts een werkgever betreft. Bij een ondernemings-cao vallen de diagonale bepalingen samen met de obligatoire bepalingen.

## Nederland
In tegenstelling tot normatieve of horizontale bepalingen geldt voor obligatoire bepalingen niet dat ze doorwerken in de individuele arbeidsovereenkomst.
Obligatoire bepalingen volgen deels uit de Wet cao:
- mededelingsplicht;
- handhavingsplicht statuten;
- beïnvloedingsplicht.

Daarnaast kunnen de cao-partijen nog aanvullende bepalingen aangaan, zoals:
- vredesplicht;
- openbreekclausule;
- onderhandelingsplicht.

### Mededelingsplicht
De mededelings- of bekendmakingsplicht volgt uit art. 4 van de Wet cao en houdt in dat alle leden van een bij de cao betrokken vereniging zo spoedig mogelijk in het bezit zijn van de woordelijke inhoud van de overeenkomst en eventueel ook van de toelichting daarop.

### Handhavingsplicht statuten
Uit art. 6 van de Wet cao volgt dat de statuten van de bij de cao betrokken vereniging slechts met instemming van de andere cao-partijen gewijzigd kunnen worden voor zover deze het nakomen, het wijzigen, het verlengen of het opzeggen van cao's betreffen.

### Beïnvloedingsplicht
De beïnvloedingsplicht volgt uit art. 8 van de Wet cao en vraagt dat een bij de cao betrokken vereniging nakoming van cao bevordert bij de aangesloten leden.

### Vredesplicht
Als er in de cao een vredesplicht overeen wordt gekomen, dan onthouden de cao-partijen en aangesloten leden zich van collectieve acties gedurende de looptijd van de cao. Werknemers die geen lid zijn van de vakbond of werknemersverenigingen die niet betrokken zijn bij de cao zijn uitgesloten van deze bepaling.

### Openbreekclausule
Als er een openbreekclausule overeen is gekomen, dan verplichten de partijen te onderhandelen over verzoeken tot wijziging van de overeenkomst als een der partijen dit noodzakelijk acht vanwege sociaal-economische veranderingen.

### Onderhandelingsplicht
De verplichting om voor afloop van de cao te onderhandelen over de volgende cao kan onderdeel zijn van de obligatoire bepalingen. Dit is een inspanningsverbintenis, geen resultaatsverbintenis.